# Умершие в апреле 2009 года
Это список известных людей, соответствующих установленным критериям значимости (см. Википедия:Критерии значимости персоналий), умерших в апреле 2009 года.
Причина смерти указывается лишь в исключительных случаях (убийство, самоубийство, гибель в результате военных действий, смертная казнь, ДТП или несчастные случаи). В остальных случаях — не указывается.

## Список
- 1 апреля — Маркос Мошински-Бородянски (87) — мексиканский физик.
- 1 апреля — Сапега, Мария (98) — польская общественная деятельница. Соучредитель и президент Фонда «Ex Animo».
- 1 апреля — Трауберг, Наталья Леонидовна (80) — российский переводчик, эссеист, мемуарист.
- 1 апреля — Кабалоев, Билар Емазаевич (91) — советский государственный деятель, первый секретарь Северо-Осетинского обкома КПСС (1961—1982).
- 1 апреля — Хон Сон Нам (79) — председатель Административного совета КНДР (1998—2003).
- 1 апреля — Бетти, Умберто (87) — итальянский кардинал, ректор Папского Урбанианского университета (1991—1995).
- 2 апреля — Бенцианов, Бен Николаевич (90) — народный артист России.
- 3 апреля — Виталий Кремко (68) — председатель СПК «Октябрь-Гродно» Гродненского района, Герой Беларуси.
- 3 апреля — Парщиков, Алексей Максимович (54) — русский поэт.
- 4 апреля — Дайка, Джоби (27) — австралийский велогонщик, выступал на треке.
- 4 апреля — Ликсо, Ирина Анатольевна (88) — народная артистка России.
- 5 апреля — Ерещенко, Николай Ефимович (84) — Герой Советского Союза.
- 5 апреля — Лев Ягупольский — советский химик-органик.
- 6 апреля — Елян, Эдуард Ваганович (82) — заслуженный лётчик-испытатель ОКБ А. Н. Туполева, Герой Советского Союза.
- 6 апреля — Шон Маккей (26) — австралийский регбист и игрок в регбилиг.
- 6 апреля — Арик Меликян (64) — советский и российский учёный, доктор физико-математических наук, профессор МФТИ, член-корреспондент РАН.
- 6 апреля — Давид Меркин (96) — советский учёный-механик.
- 6 апреля — Щеглов, Юрий Константинович (72) — русский и американский филолог.
- 7 апреля — Дайка, Джоби (27) — австралийский велогонщик, чемпион мира на треке.
- 7 апреля — Петров, Дмитрий Петрович (89) — бывший начальник Тыла РВСН, генерал-лейтенант в отставке.
- 8 апреля — Джейн Брайен (90), американская актриса.
- 8 апреля — Анри Мешонник (76) — французский поэт, лингвист, переводчик и теоретик перевода.
- 8 апреля — Марат Ниязов (75) — многократный чемпион мира, Европы и СССР по пулевой стрельбе.
- 8 апреля — Игорь Стебаев (83) — профессор, доктор биологических наук, основатель и заведующий кафедрой общей биологии и экологии в Новосибирском госуниверситете.
- 8 апреля — Эденхарт, Ник (22) — Американский бейсболист, питчер из Высшей Бейсбольной Лиги. (en:Nick Adenhart).
- 9 апреля — Герстль, Эльфрида (76) — австрийская писательница, поэтесса еврейского происхождения.
- 10 апреля — Олев, Наум Миронович (70) — советский поэт-песенник.
- 10 апреля — Весник, Евгений Яковлевич (86) — народный артист СССР; инсульт.
- 11 апреля — Рене Монори (85) — председатель парламента Франции (Сената) в 1992—1998.
- 11 апреля — Тельядо, Корин (81) — испанская писательница, самый плодовитый испаноязычный писатель и наиболее читаемый испанский автор после Сервантеса.
- 11 апреля — Черненко, Альберт Константинович (74) — доктор философских наук, доктор юридических наук, профессор, сын Генсека КПСС К. У.Черненко.
- 12 апреля — Богомолов, Алексей Фёдорович (95) — Академик АН СССР и РАН (1984), учёный-радиотехник, Герой Социалистического Труда (1957).
- 12 апреля — Кент Дуглас (73) — канадский хоккеист, обладатель Кубка Стэнли.
- 12 апреля — Витаутас Мажюлис (82) — литовский языковед, специалист по древнепрусскому языку.
- 13 апреля — Михаил Байтин (87) — российский учёный-юрист, профессор кафедры теории государства и права ГОУ ВПО.
- 13 апреля — Козлов, Вильям Фёдорович (79) — русский писатель.
- 14 апреля — Дмитрий Крюков (48) — один из создателей поисковика «Rambler» (8 октября 1996) и счётчика Rambler TOP 100 (весна 1997).
- 14 апреля — Морис Дрюон (90) — французский писатель, автор исторических романов.
- 15 апреля — Клемент Фрейд (84) — британский писатель, внук Зигмунда Фрейда.
- 16 апреля — Александр Рыжков (54) — советский и российский актёр.
- 17 апреля — Олег Лобов (84) — историк, краевед, писатель.
- 17 апреля — Максим Чайка (21) — украинский студент, активист молодёжной националистической организации «СіЧ».
- 17 апреля — Александр Юдин (78) — комбайнер совхоза «Чебеньковский» Оренбургской области, Герой Социалистического Труда.
- 18 апреля — Янис Лиелпетерис (78) — латвийский и советский ученый.
- 18 апреля — Талачка, Бронюс (73) — литовский советский актёр, режиссёр и сценарист.
- 19 апреля — Анатолий Кулешов (49) — заслуженный артист России, участник группы «Любэ»; автокатастрофа.
- 19 апреля — Джеймс Баллард (78) — английский писатель; рак.
- 19 апреля — Эвалдас Микалюнас (48) — юный советский киноактёр, литовский актёр театра.
- 19 апреля — Иван Назимок (86) — Герой Советского Союза.
- 19 апреля — Юрий Фокин (84) — советский репортёр и телеведущий, автор программы «Эстафета новостей».
- 20 апреля — Глоцер, Владимир Иосифович (77) — российский литературовед и критик.
- 21 апреля — Кудрявский, Леонид Яковлевич (71) — российский сибирский радиожурналист, автор циклов передач «Прощание с веком» и «Окно в новый век» на омском радио.
- 21 апреля — Михаил Шильников (84) — Герой Советского Союза.
- 22 апреля — Келлерман, Дэвид (41) — финансовый директор американской ипотечной корпорации Freddie Mac; самоубийство, асфиксия. (en:David Kellermann).
- 23 апреля — Иван Ваничкин (96) — Герой Советского Союза.
- 24 апреля — Владимир Герасимов (83) — Герой Советского Союза.
- 25 апреля — Беатрис Артур (86) — американская актриса, рак.
- 25 апреля — Моргун, Алексей Григорьевич (84) — советский архитектор.
- 26 апреля — Александр Марюта (74) — украинский учёный в области теории управления техническими и экономическими системами, доктор технических наук, профессор.
- 26 апреля — Робати, Пупуке (84) — премьер-министр Островов Кука (1987—1989).
- 27 апреля — Мирошниченко, Евгения Семёновна (78) — оперная певица, народная артистка СССР, Герой Украины (2006).
- 27 апреля — Пэйдж, Грег (50) — американский боксёр, чемпион мира по версии WBA.
- 28 апреля — Максимова, Екатерина Сергеевна (70) — балерина, народная артистка СССР.
- 28 апреля — Пратт, Ричард (74) — австралийский предприниматель и общественный деятель.
- 29 апреля — Сергеев, Владимир Григорьевич (96), советский учёный, академик АН Украины (1982), дважды Герой Социалистического Труда.
- 30 апреля — Владимир Ануфриенко (72), советский футболист, защитник, чемпион СССР.
- 30 апреля — Платон Клята (95), Герой Советского Союза.